# اصطياد ذئب وول ستريت
اصطياد ذئب وول ستريت واسمه الكامل اصطياد ذئب وول ستريت: المزيد من القصص الحقيقية المدهشة من ثروات الحظ، والمخططات! ، والحفلات، والسجون (بالإنجليزية: Catching the Wolf of Wall Street: More Incredible True Stories of Fortunes, Schemes, Parties, and Prison )‏ هو ثاني كتاب مذكرات للسمسار السابق جوردان بيلفورت. نُشر النص في 24 فبراير 2009 من قبل كتب بانتام.

## نظرة عامة
الكتاب هو الجزء الثاني من كتاب ذئب وول ستريت. يوضح الكتاب صعود جوردان بيلفورت ومن ثم سقوطه في عالم المال. تصف المذكرات الثانية حياة بيلفورت وأحداثه بعد اعتقاله. يقدر أن بيع حقوق تسجيل هذين الكتابين للسينمائيين حوالي مليوني دولار.